# یریک (استان بلگورود)
یریک (انگلیسی: Yerik, Belgorod Oblast) یک شهرک در بخش بلگورودسکی استان بلگورود کشور روسیه است.